# Zyklopensteine

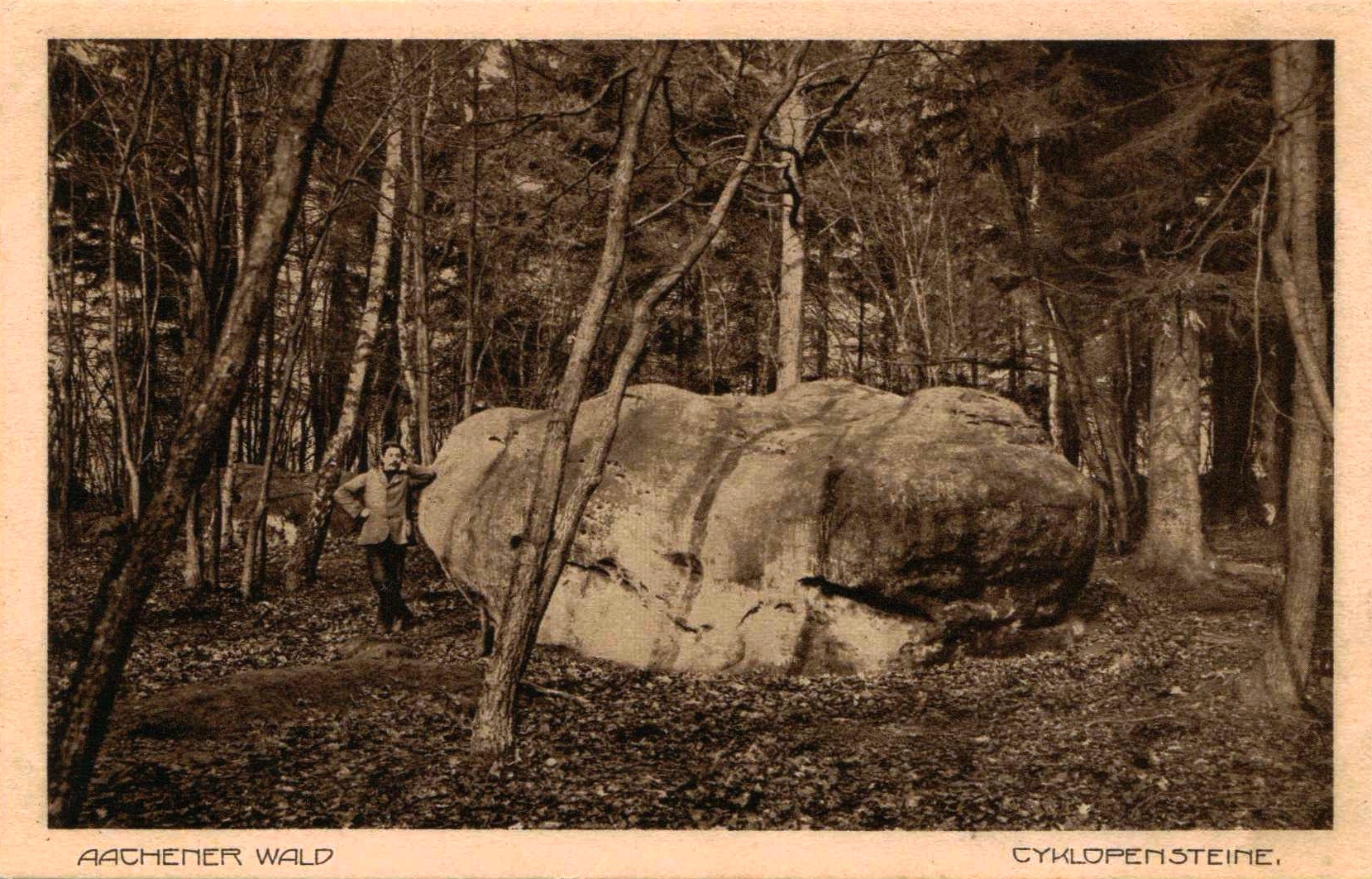
Zyklopensteine 1913

De Zyklopensteine (Nederlands: cycloopstenen) vormen een geologisch natuurmonument dat bestaat uit grote steenblokken van zandsteen en kwartsiet in verschillende formaten ten zuiden van Aken in het Aachener Wald. De formatie ligt enkele meters ten zuiden van de grens tussen Duitsland en België grotendeels op Belgisch grondgebied (gemeente Raeren), maar er zijn ook fragmenten van op Duits grondgebied aangetroffen. Hoewel het uiterlijk van de steenblokken fundamenteel verschilt met de omliggende zandgronden (Akens zand), zijn er toch ook verbanden mee. Door een gebrek aan fossielen is een precieze datering niet mogelijk, maar algemeen wordt als datering het Santonien aangehouden. Geleidelijke erosie in het Tertiair zou ervoor gezorgd hebben dat de bank uiteen viel in verschillende blokken.
In totaal bevinden zich op een gebied van een hectare ongeveer vijftig steenblokken. 
De Zyklopensteine, die zich bevinden op korte afstand van de grensovergang "Köpfchen" (de plaats waar de Belgische N68 overgaat in de Duitse B57), vormen een populaire bestemming voor wandelaars. 

In de omgeving van de cycloopstenen is een van de bronnen van de rivier de Geul.

## Afbeeldingen

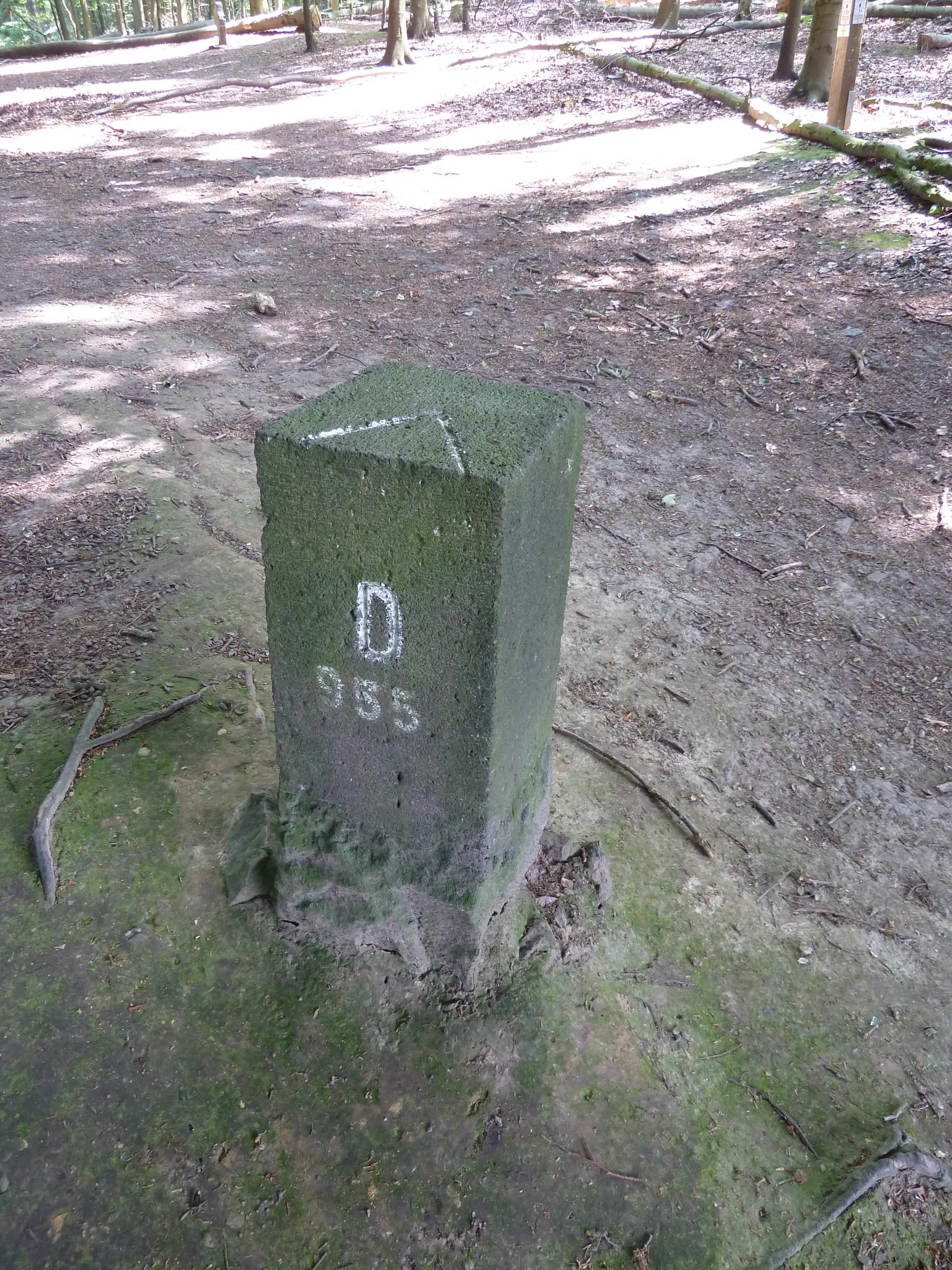
Grenssteen bij de Zyklopensteine
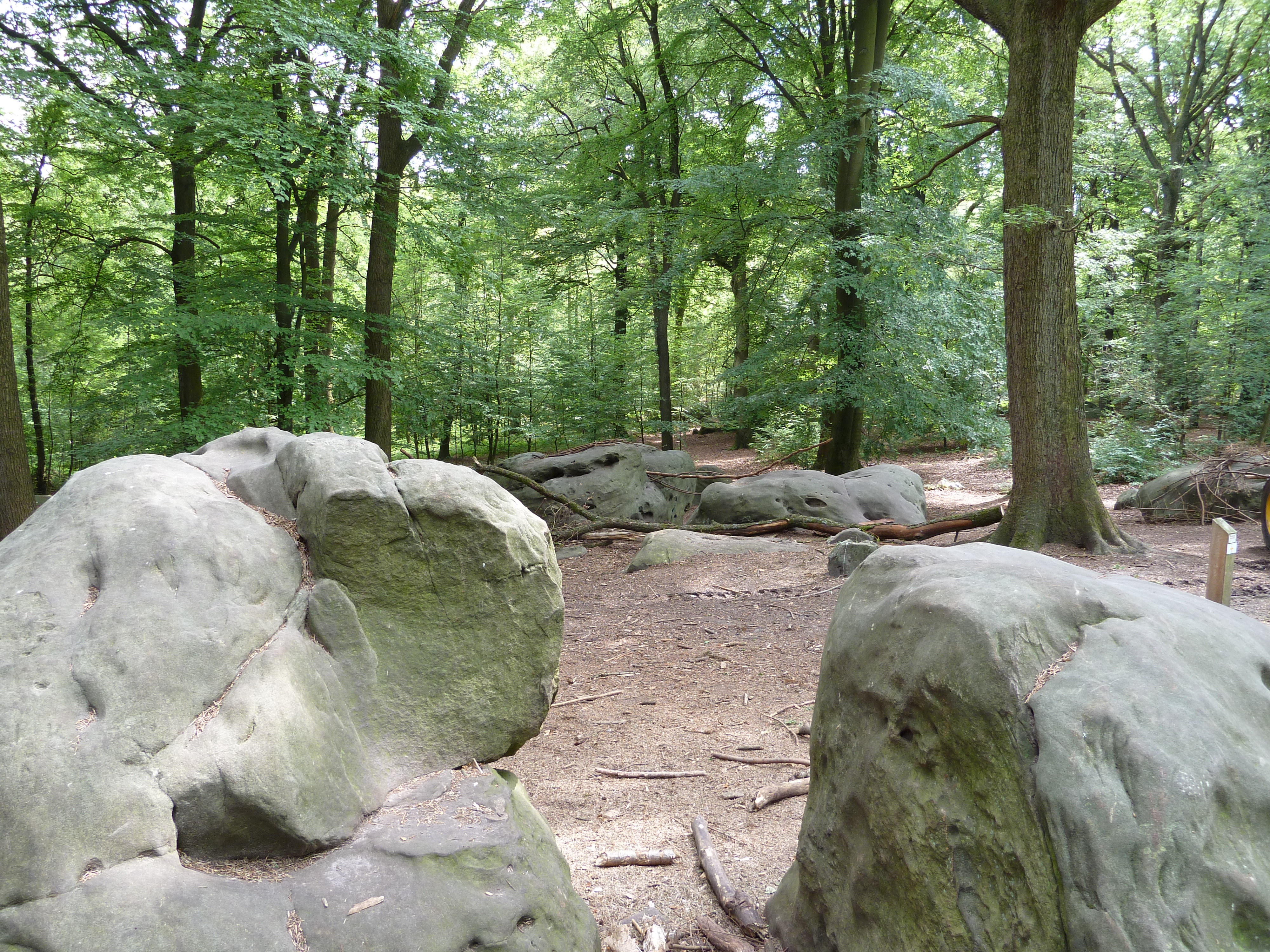
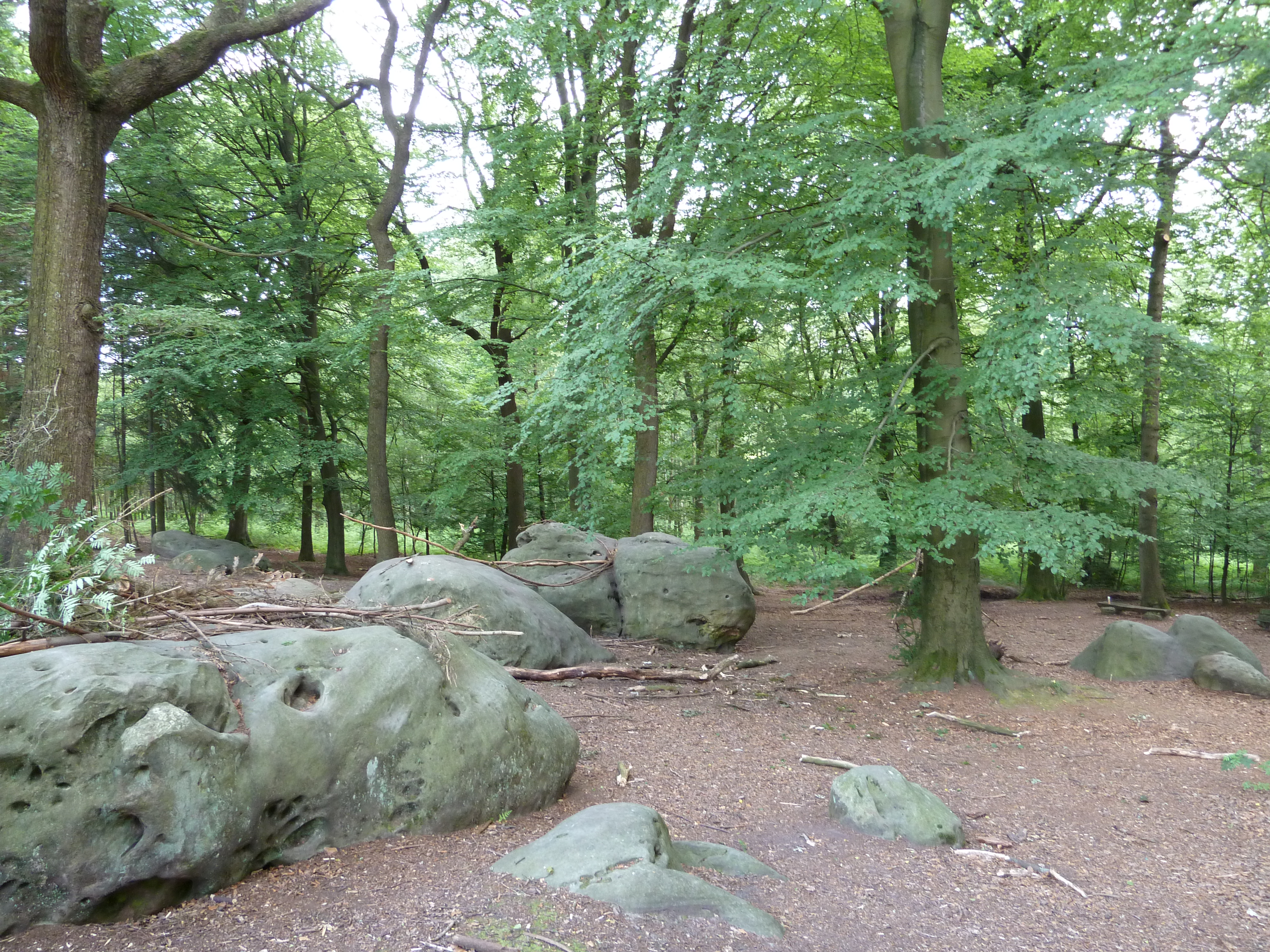
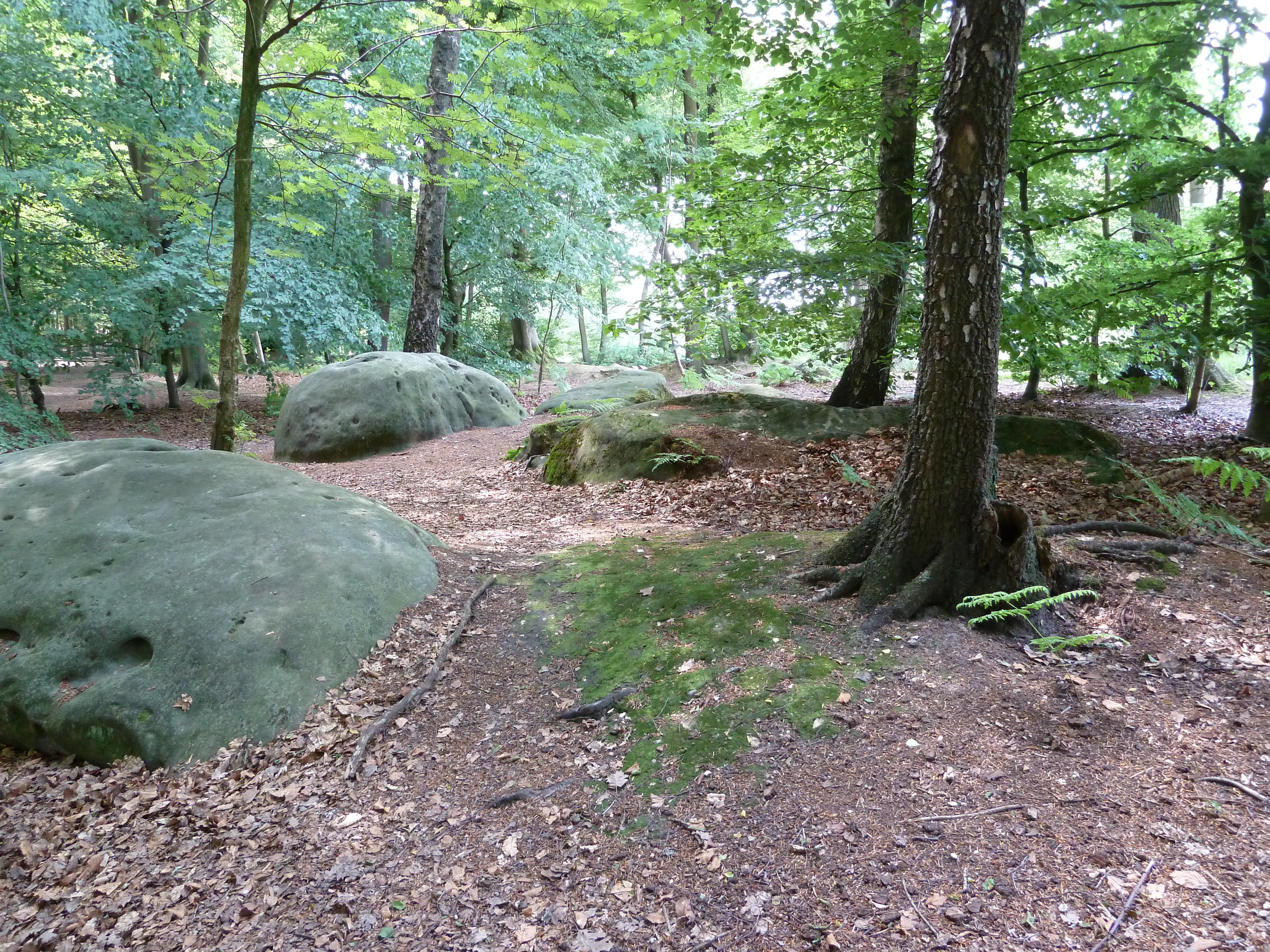
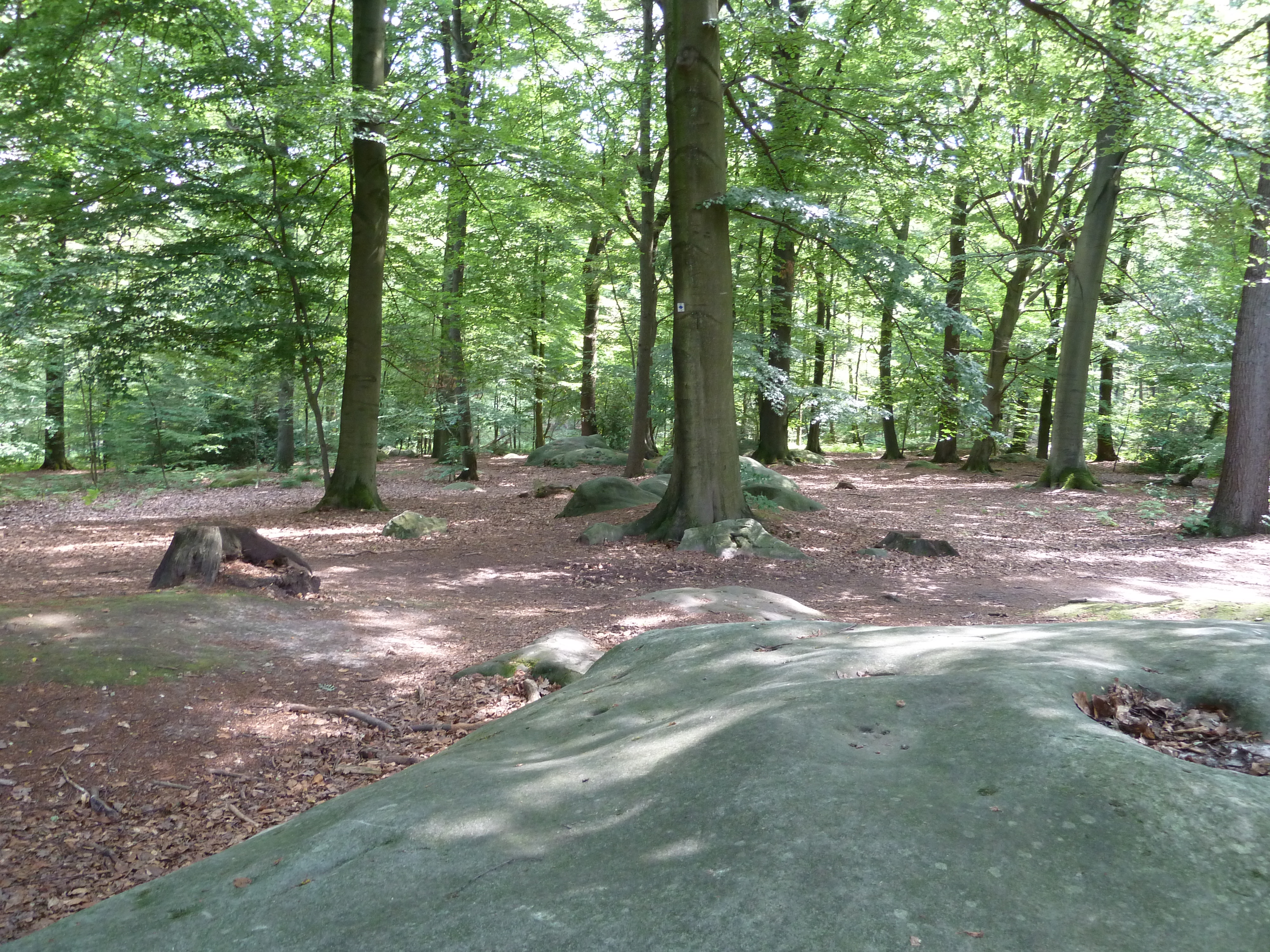